# Herniaria alpina
Herniaria alpina är en nejlikväxtart som beskrevs av Dominique Chaix. Herniaria alpina ingår i släktet knytlingar, och familjen nejlikväxter. Inga underarter finns listade i Catalogue of Life.

## Bildgalleri

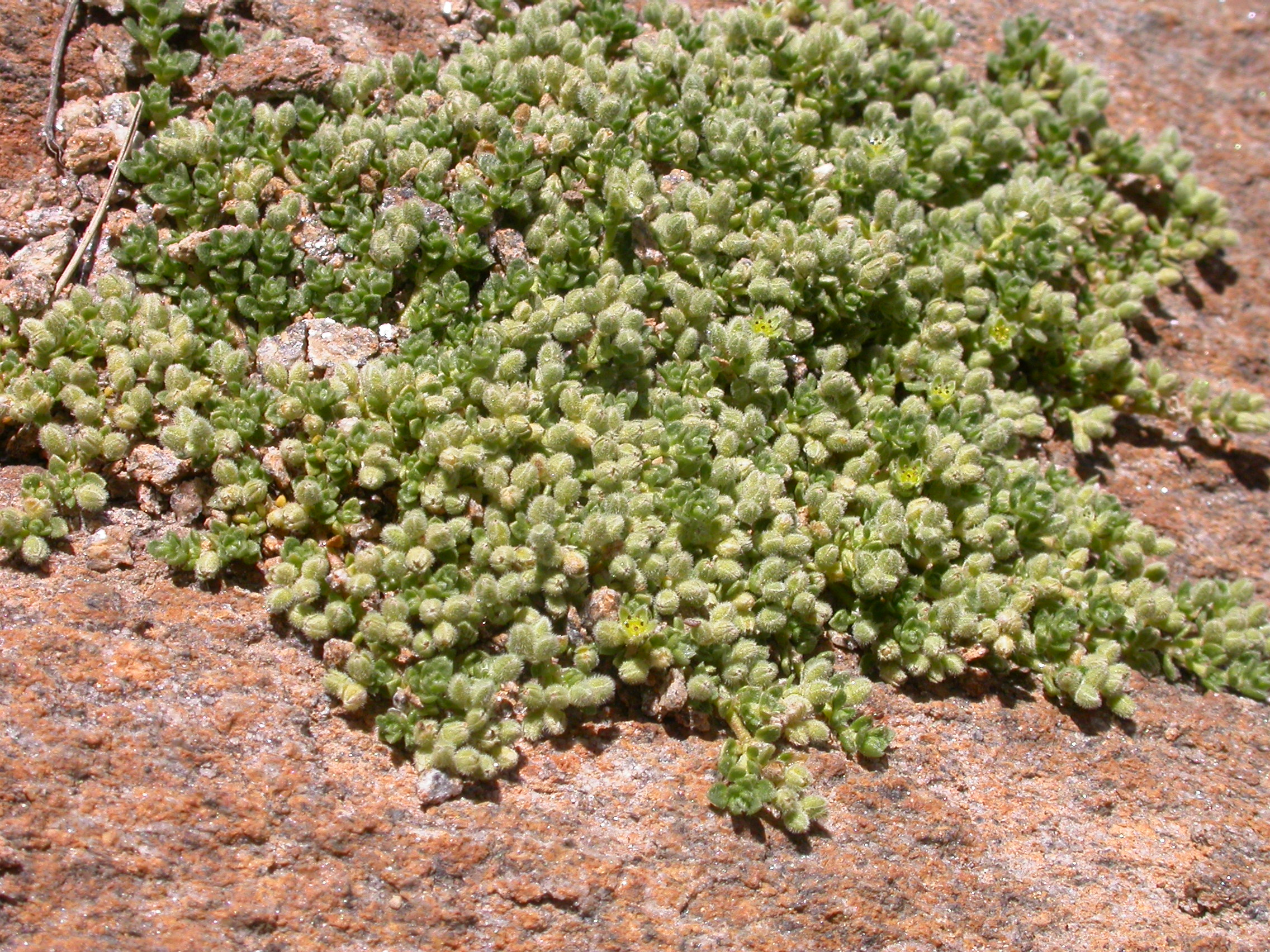
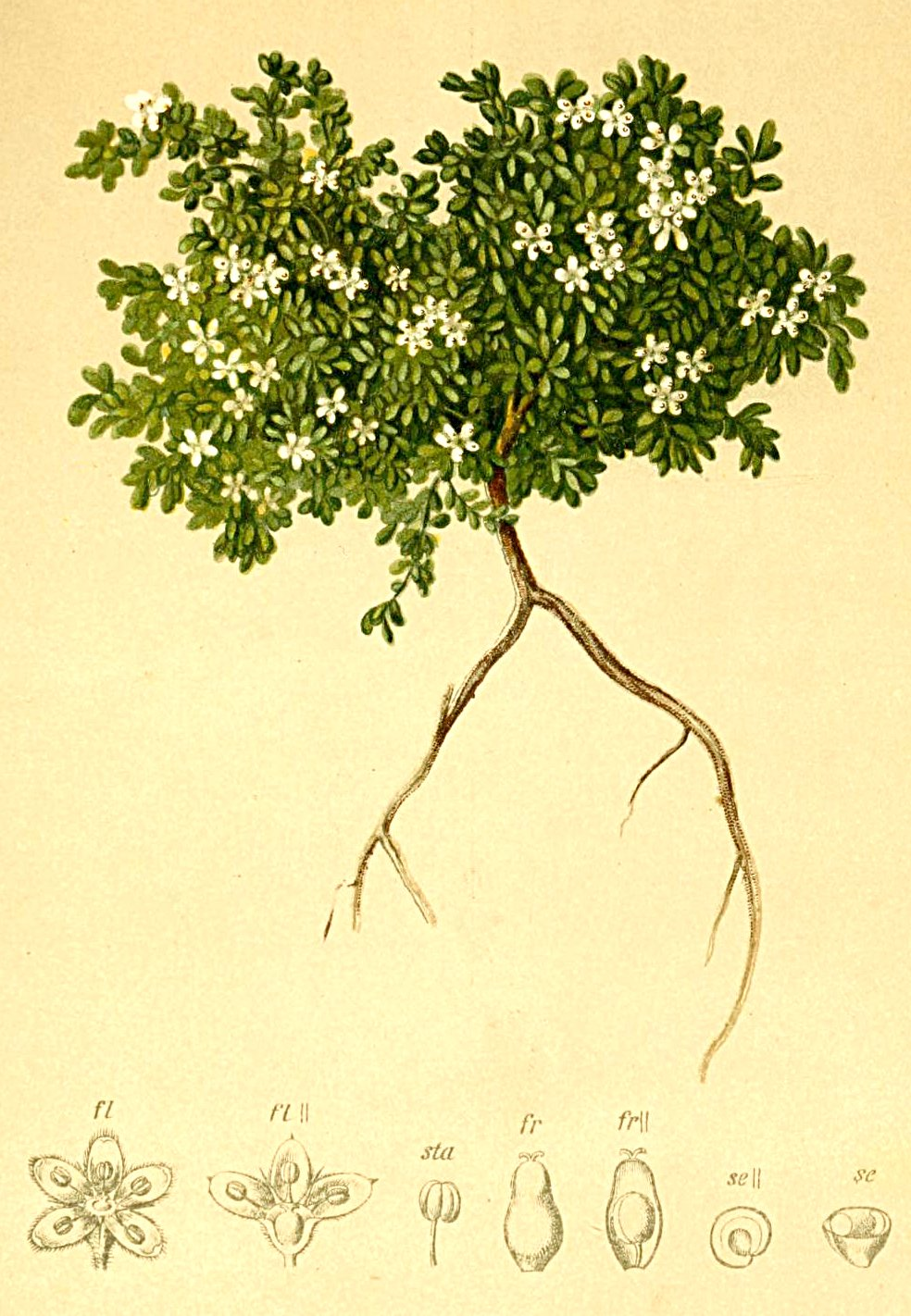